# Lexan

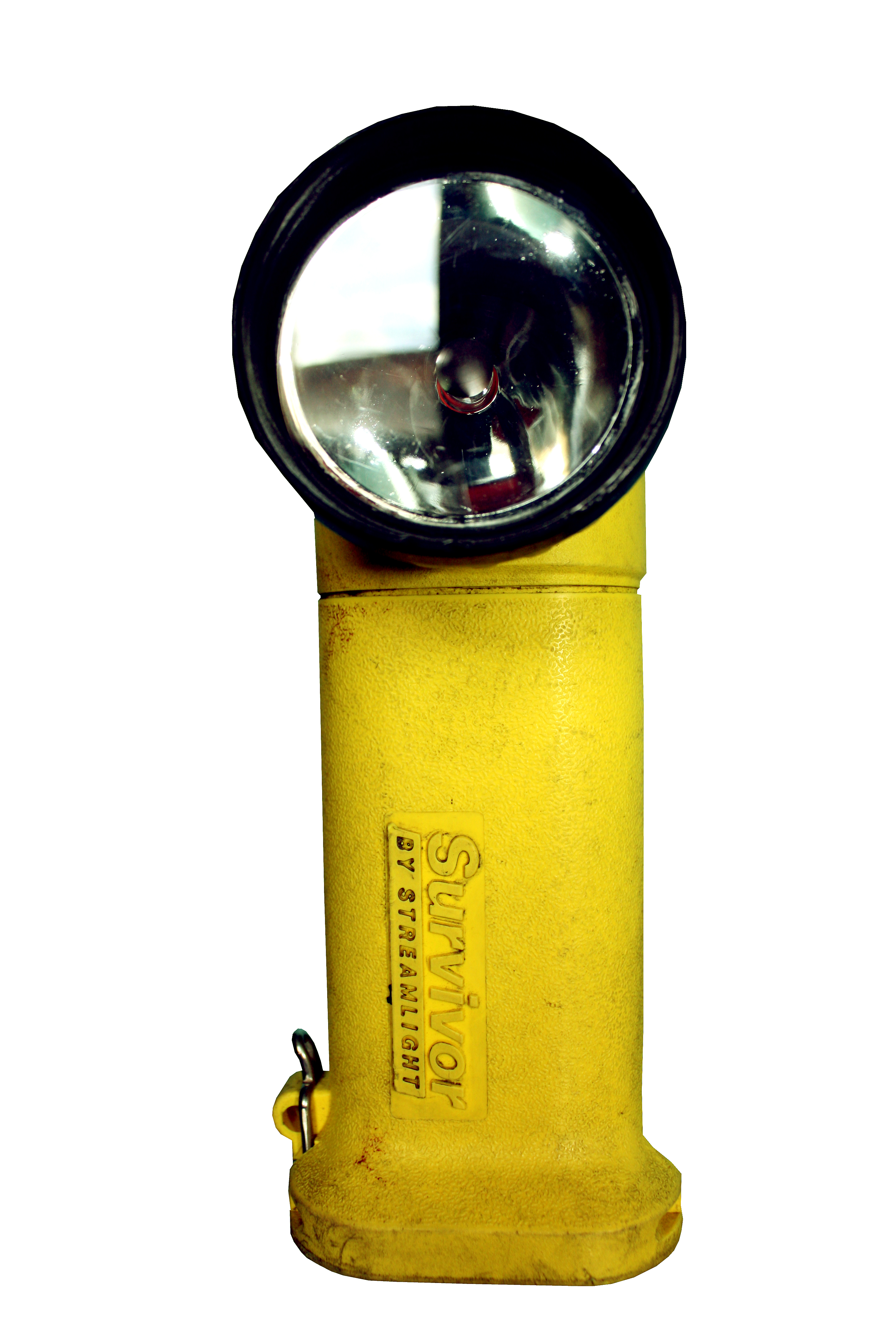
Linterna con lente de Lexan

Estructura química del Lexan

La resina de policarbonato LEXAN® es un termoplástico técnico amorfo, caracterizado por sus excepcionales propiedades térmicas, eléctricas, ópticas y mecánicas. Es producido por la reacción de Bisfenol A con Fosgeno. Este es fabricado por SABIC (anteriormente General Electric Plastics). Una de las aplicaciones más conocida en pequeñas láminas, es su uso como recubrimiento de interfaz de usuario en equipos electrónicos que permite hacer que estas interfaces estén protegidas contra agua y polvo.En láminas de mayores dimensiones se usa para cubiertas translúcidas, pasillos acristalados, barreras contra el sonido o protección visual.

## Desarrollo
El descubrimiento del policarbonato de marca registrada Lexan, hecho por el químico de General Electric, Dr. Daniel Fox, ocurrió en 1953, mientras trabajaba en recubrimientos para cables, solo una semana antes el Dr. Hermann Schnell de Bayer en Alemania hizo el mismo descubrimiento independientemente. Habían creado una sustancia pegajosa, que una vez endurecida, no podía romperse o destruirse sin un gran esfuerzo. Ambos equipos se impresionaron por la notable resistencia del material.
Ambas compañías solicitaron patentes en Estados Unidos en 1955. Antes de que se aclarara cuál ganaría la patente, ambas estuvieron de acuerdo en que el dueño de la patente le concedería una licencia al otro por una regalía apropiada. Este acuerdo permitió a ambas compañías concentrarse en el desarrollo del polímero y fue particularmente ventajoso para General Electric, ya que de otra manera no hubiera podido vender el producto durante la duración de la patente original.

## Manufactura
Lexan es manufacturado actualmente por SABIC. Es manufacturado en muchas plantas de SABIC, la más grande en Mt. Vernon, Indiana; Burkville, Alabama; Cartagena, España; y Bergen op Zoom, Países Bajos.